# 雨季

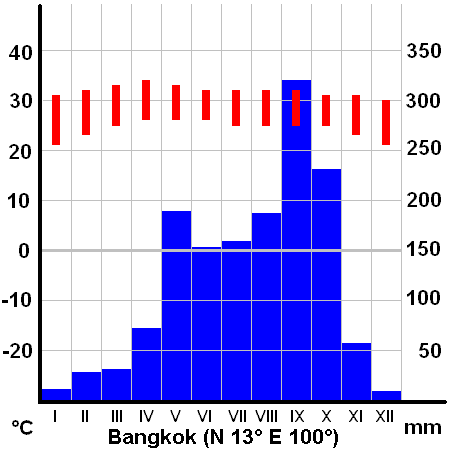
タイ・バンコクの雨温図。夏が雨季。

雨季（うき）とは、1年の中で降水量の多い時期（概ね1か月以上）のことをいう。雨期や湿季とも書く。逆に降水量の少ない時期を乾季という。日本における雨季は6月の梅雨期と、9月の秋雨期がある。
サバナ気候や熱帯モンスーン気候に顕著である。赤道に近い地域で四季のない地域であっても、雨季と乾季の交代が1年の季節を感じさせることがある。

## 発生原因
熱帯低圧帯と中緯度高圧帯の南北移動
湿潤な熱帯低圧帯とその外縁の乾燥した中緯度高圧帯が南北に移動することにより、雨季と乾季が交互にあらわれる（サバナ気候）。
季節風（モンスーン）の風向移動
熱帯モンスーン気候においては、夏季、陸部が熱せられ、季節風が海風になると、湿った空気が運ばれ雨季となる。

## 地域ごとの雨季
インドネシアおよそ 10月 - 4月
東アフリカおよそ 3月 - 5月（大雨季）と 11月 - 12月（小雨季）
フィリピンおよそ 6月 - 10月